# Haus Rampische Straße 4

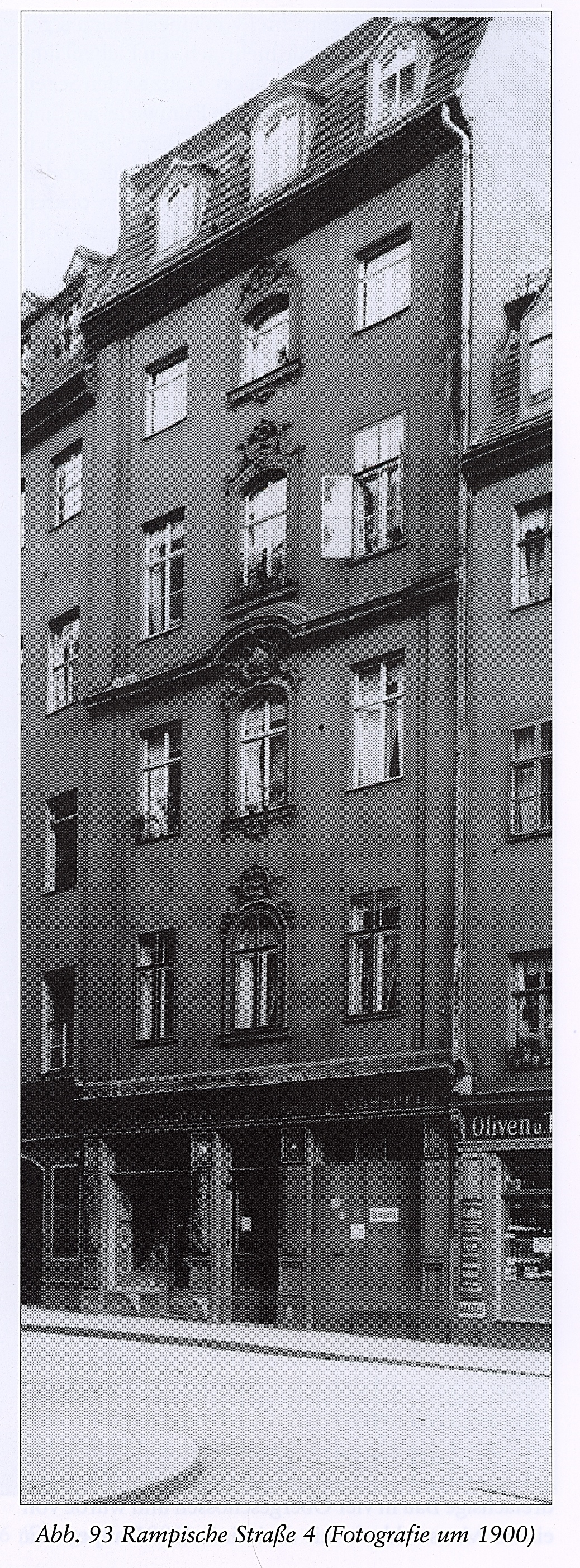
Haus Rampische Straße 4 um 1900

Das Haus Rampische Straße 4 in Dresden wurde im 18. Jahrhundert nach Entwürfen von Andreas Adam bzw. dessen Sohn Samuel Adam gestaltet. Es befand sich in der Dresdner Altstadt am Übergang vom Neumarkt in die stadtauswärts führende Rampische Straße. Bei der Bombardierung Dresdens wurde es 1945 zerstört.
Die Wiederbebauung des Grundstücks erfolgt im Rahmen des von der CG Gruppe bis 2022 errichteten Quartiers Hoym, dessen Leitbau das rekonstruierte Palais Hoym wird.

## Geschichte
Ein Gemälde von Bernardo Bellotto aus dem Jahr 1748 zeigt an dieser Stelle bereits ein dreiachsiges und fünfgeschossiges Gebäude, an der Mittelachse befand sich jedoch damals ein Erker. Später entstand an derselben Stelle ein Neubau, vermutlich vor 1760. Hertzig zufolge brannte das Haus während des Siebenjährigen Kriegs beim preußischen Bombardement im Juli 1760 aus und wurde anschließend restauriert.

## Baubeschreibung
Über dem Erdgeschoss erhoben sich vier Obergeschosse. Die Fassade war drei Fensterachsen lang. Das Gebäude war mit einem Mansarddach mit drei einfachen Gaupen mit Dreiecksgiebeln abgeschlossen. An den Seiten wurde die Fassade durch Lisenen eingefasst, die zu den Seiten hin abgestuft waren. Das „Motiv des aufgebogenen Stockwerkgesimses“ sei sowohl bei Haus Rampische Straße 4 als auch beim Adamschen Haus zu finden, weshalb Stefan Hertzig als Entwurfsarchitekten Andreas Adam bzw. dessen Sohn annimmt. Johann Christian Hasche beschreibt, dass der Bau „ein edles Ansehen“ habe.